# Лучше звоните Солу
«Лучше звоните Солу» (англ. Better Call Saul) — американский криминально-драматический телесериал, премьера которого состоялась на канале AMC 8 февраля 2015 года. Сериал, созданный Винсом Гиллиганом и Питером Гулдом, является спин-оффом и приквелом другого сериала Винса Гиллигана — «Во все тяжкие».
Название сериала — это рекламный слоган будущей фирмы адвоката Сола Гудмана из сюжета «Во все тяжкие». Действие сериала проходит на 6 лет раньше начала событий, разворачивающихся в сериале «Во все тяжкие» и фокусируется на Джимми Макгилле, молодом адвокате и бывшем мошеннике, который берёт новый псевдоним и значительно меняет свою репутацию, и Майке Эрмантрауте, бывшем полицейском, который становится замешан в наркобизнесе. Помимо них, героями сериала являются Ким Уэкслер, коллега и романтический партнёр Макгилла, Чак Макгилл, брат Джимми и успешный адвокат, Говард Хэмлин, сооснователь крупной юридической фирмы, и связанные с наркобизнесом и картелью Начо Варга, Гус Фринг и Лало Саламанка.
20 ноября 2014 года стало известно, что телеканал AMC назначил дату премьеры сериала на 8 февраля 2015 года, а уже на 9 февраля — премьеру второй серии. Премьера второго сезона состоялась с 15 февраля по 18 апреля 2016 года, премьера остальных четырёх сезонов — в 2017, 2018, 2020 и 2022 годах, соответственно. Первые пять сезонов содержат по десять эпизодов. Последний сезон содержит 13 эпизодов.
Сериал, как и свой предшественник, получил масштабное признание критиков за игру актёров, сюжет, персонажей, кинематографию и режиссуру. Некоторые критики сочли «Лучше звоните Солу» даже лучше, чем породивший его сериал, и назвали его одним из лучших когда-либо созданных сериалов. Сериал получил множество наград, а также 53 раза номинировался на премию «Эмми».

## Сюжет
События сериала разворачиваются в 2002 году в городе Альбукерке и сосредоточены на жизни адвоката Джимми Макгилла (Боб Оденкерк) за шесть лет до его появления в сериале «Во все тяжкие» и знакомства с его главными героями, однако некоторые события происходят во время и после оригинального сериала.
Сериал показывает перевоплощение мелкого адвоката из Альбукерке Джимми МакГилла в криминального адвоката под рабочим псевдонимом Сол Гудман. Действие картины переплетается с сериалом «Во все тяжкие».

## Производство

### Разработка
В июле 2012 года создатель «Во все тяжкие» Винс Гиллиган намекнул на возможный спин-офф сериал о Соле Гудмане.
В апреле 2013 года было подтверждено, что Гиллиган и Гулд занимаются разработкой спин-офф сериала; последний написал сценарий серии, в которой появился этот персонаж. Гиллиган в интервью в июле 2012 года сказал: «Мне нравится идея правового сериала, в котором адвокат делает всё что угодно, чтобы дело не доходило до суда. Он будет решать вопросы прямо на ступеньках здания суда, чего бы ему это ни стоило, только вне зала суда. Это было бы интересно — мне бы это понравилось».

### История создания
В июле 2013 года Гиллиган сказал, что сериалу ещё не дали зелёный свет, однако он и Гулд «вовсю готовы работать». По мере того, как продолжались переговоры с AMC, Netflix договорился об интернет-синдикации. Гулд выступит шоураннером, а Гиллиган снимет пилотную серию. Бывшие сценаристы «Во все тяжкие» Томас Шнауц и Дженнифер Хатчисон присоединились к писательскому составу, также Шнауз будет исполнять функции соисполнительного продюсера, а Хатчисон — курирующего продюсера. В декабре 2013 года Netflix объявила, что весь первый сезон будет доступен для просмотра в США и Канаде после показа его финала на AMC, а в Латинской Америке и Европе сразу же после североамериканской премьеры.
При создании продюсеры планировали сделать сериал в получасовом формате, но в конечном счёте решили сменить на часовой. Сериал спродюсирован компанией Sony Pictures Television и телеканалом AMC, и показан последним, также он является приквелом «Во все тяжкие». На живом ток-шоу «Talking Bad», посвящённом «Во все тяжкие», Боб Оденкерк отметил, что Сол был одним из самых популярных персонажей в сериале, так как является менее лицемерной фигурой, нежели остальные персонажи истории, и при этом хорошо справляется со своей работой. Также «Лучше звоните Солу», как и «Во все тяжкие», будет иметь ломаную хронологию событий.
С началом съёмок 2 июня 2014 года в Альбукерке (где снимался «Во все тяжкие»), Винс Гиллиган выразил опасение по поводу возможного разочарования от сериала со стороны зрителей.
19 июня 2014 года канал AMC объявил, что продлевает сериал на 13-серийный второй сезон, который выйдет в начале 2016 года, общим числом достигнув 23 серии, а также переносит премьеру на начало 2015 года. Первый тизер-трейлер вышел на AMC 10 августа 2014 года и подтвердил премьерную дату, намеченную на февраль 2015 года.
Мишель Макларен и Брайан Крэнстон назначены режиссёрами нескольких серий.
В марте 2016 года AMC анонсировала продление сериала на ещё 10 серий третьего сезона.

### Подбор актёров
Боб Оденкерк снова сыграл роль Сола Гудмана, став главным героем сериала. В январе 2014 года стало известно, что Джонатан Бэнкс снова исполнит роль Майка Эрмантраута в качестве одного из основных персонажей. Дин Норрис, ещё один участник «Во все тяжкие», принял участие в пятом сезоне. Также говорилось, что «переговоры» с Гиллиганом по поводу возможного участия в сериале ведёт Анна Ганн. Майкл Маккин, участвовавший в скетч-сериале Оденкерка «Господин Шоу с Бобом и Дэвидом», также сыграл в этом сериале персонажа по имени Чак, который является братом Сола. Также к актёрскому составу присоединились Патрик Фабиан в роли Хэмлина, Рэй Сихорн в роли Ким и Майкл Мэндо в роли Начо. Кроме того, были заявлены персонажи «близнецы-скейтбордисты».

## Актёрский состав и персонажи
= Главная роль в сезоне
     = Второстепенная роль в сезоне
     = Гостевая роль в сезоне
     = Не появляется

### Основные роли
| Боб Оденкерк       | Джеймс Морган «Джимми» Макгилл / «Сол Гудман» / Джин Такович | 10 | 10 | 10 | 10 | 10 | 13 | 63 |
| Джонатан Бэнкс     | Майк Эрмантраут                                              | 10 | 10 | 8  | 10 | 10 | 11 | 59 |
| Рэй Сихорн         | Кимберли «Ким» Уэкслер                                       | 9  | 10 | 10 | 10 | 10 | 11 | 60 |
| Патрик Фабиан      | Говард Хэмлин                                                | 8  | 9  | 8  | 5  | 6  | 7  | 43 |
| Майкл Мэндо        | Игнасио «Начо» Варга                                         | 4  | 7  | 6  | 6  | 7  | 3  | 33 |
| Майкл Маккин       | Чарльз Линдберг «Чак» Макгилл, мл.                           | 9  | 7  | 9  | 2  |    | 1  | 28 |
| Джанкарло Эспозито | Густаво «Гус» Фринг                                          |    |    | 7  | 10 | 9  | 8  | 34 |
| Тони Далтон        | Эдуардо «Лало» Саламанка                                     |    |    |    | 3  | 8  | 5  | 16 |
| Всего эпизодов     | Всего эпизодов                                               | 10 | 10 | 10 | 10 | 10 | 13 | 63 |

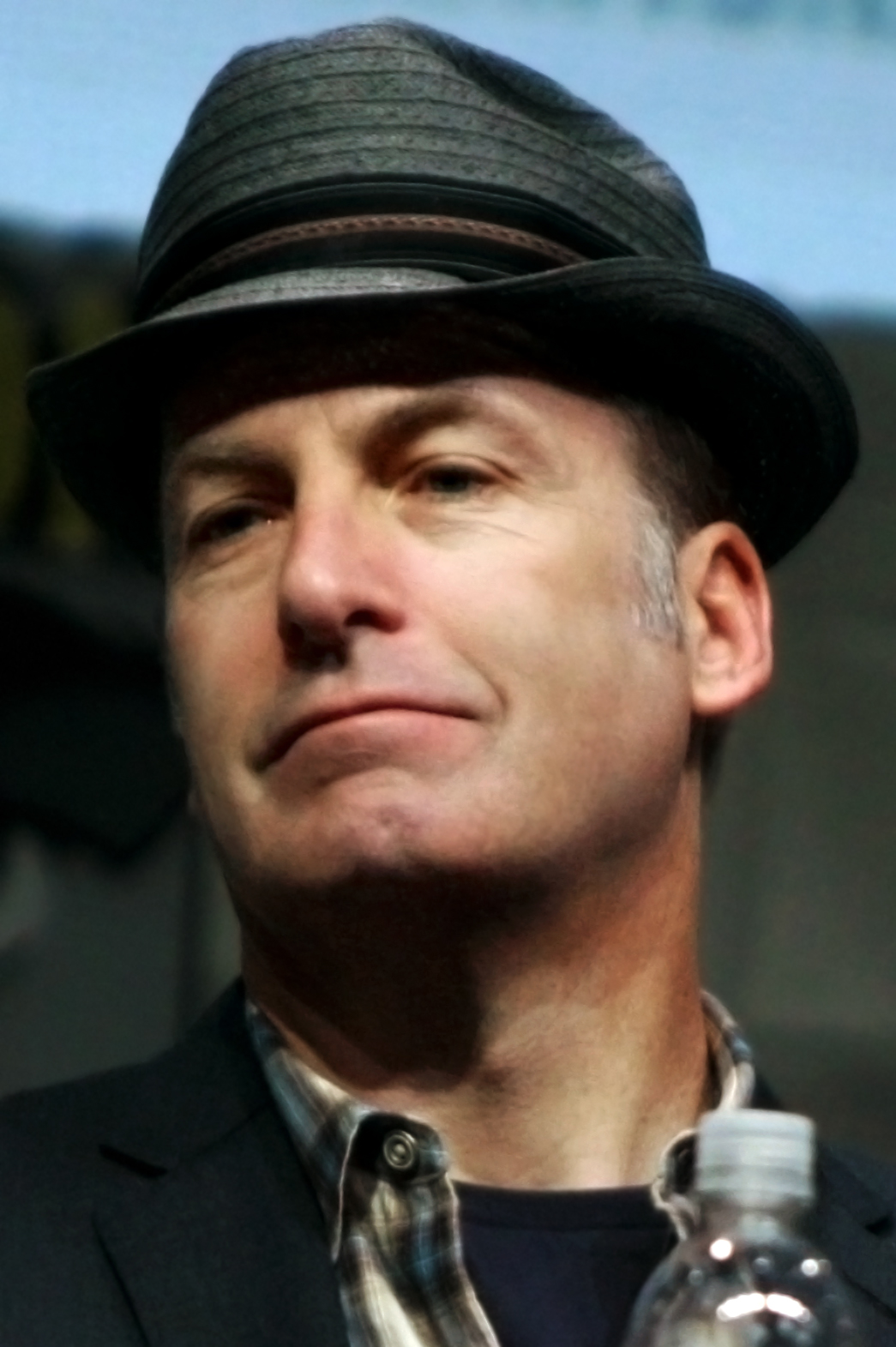
Боб Оденкерк — исполнитель главной роли

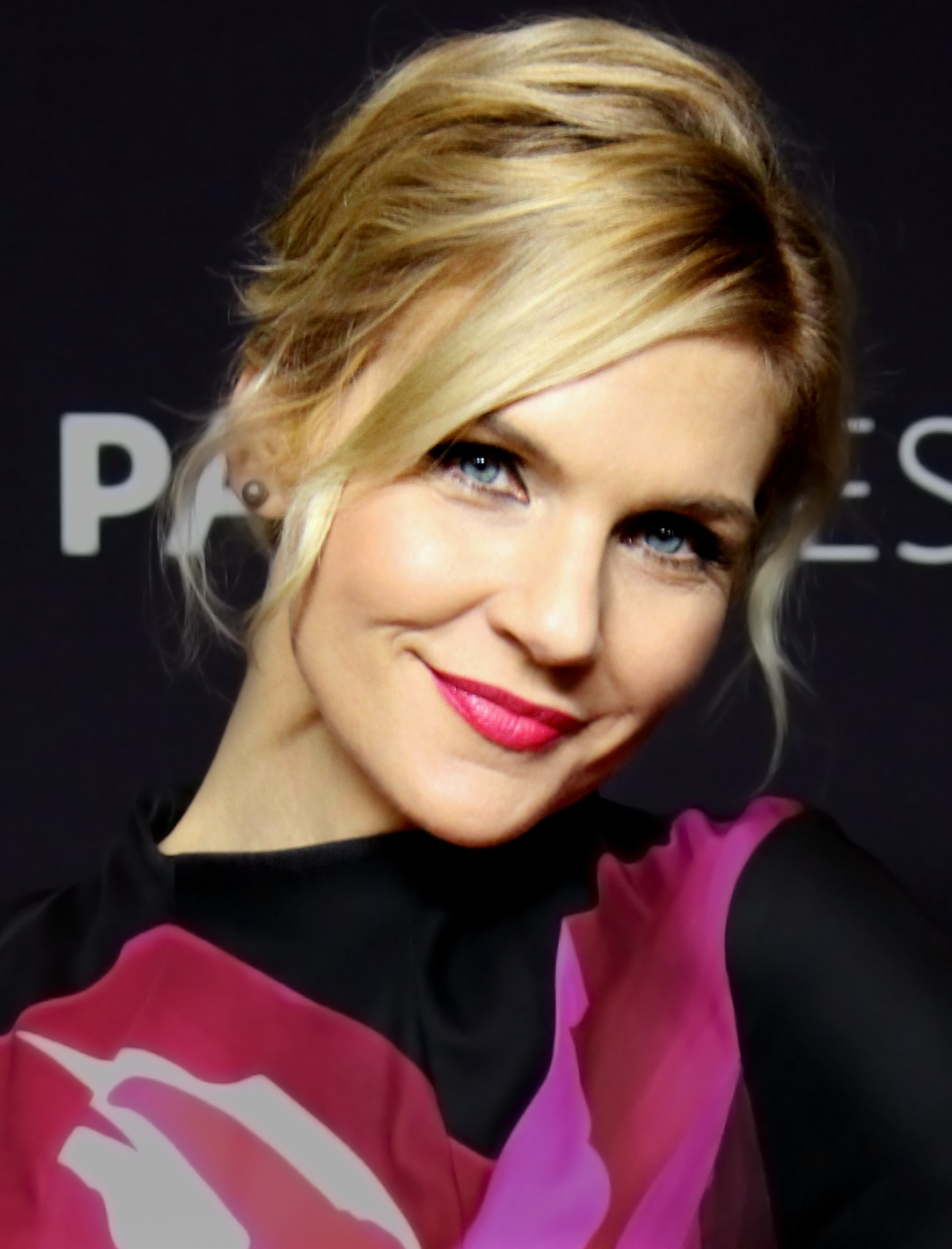
Рэй Сихорн — исполнительница роли Кимберли «Ким» Векслер

- Боб Оденкерк — Джеймс Морган «Джимми» Макгилл — бывший разносчик почты в юридической фирме «Хэмлин, Хэмлин и Макгилл», мелкий адвокат с талантом мошенника, ищущий своё предназначение[35]. Готовясь к роли Сола в «Во все тяжкие», Оденкерк создавал своего персонажа на основе жизни кинопродюсера Роберта Эванса.

«Я размышлял о Роберте Эвансе, потому что слушал его аудиокнигу „Ребёнок с фотографии“. Он всегда меняет интонации и подачу. Он делает акцент на интересных словах. В каждое своё произнесённое слово он закладывает огромный смысл. Поэтому, когда я репетирую свои сцены в одиночку, я перевоплощаюсь в Роберта Эванса, чтобы найти нужный стиль. Затем я выхожу из образа Эванса и играю Сола».
- Джонатан Бэнкс — Майк Эрмантраут, работник парковки суда, бывший полицейский, являющийся членом наркокартеля, возглавляемого Густавом Фрингом. Персонаж также был задействован в «Во все тяжкие»[31].
- Рэй Сихорн — Кимберли «Ким» Уэкслер, подруга Джимми, юрист в фирме «Хэмлин, Хэмлин и Макгилл». Пробившись из почтового отдела (где познакомилась с работающим там разносчиком почты Джимми) в адвокаты —  ответственно относится к своей карьере в «Хэмлин, Хэмлин и Макгилл», но в то же время единственная, кто понимает Джимми и сочувствует ему.
- Патрик Фабиан — Говард Хэмлин, партнёр и совладелец юридической фирмы «Хэмлин, Хэмлин и Макгилл», коллега и бывший протеже Чарлза МакГилла. Жёсткий, но компетентный в профессии начальник Ким Уэкслер и бывший начальник Джимми.
- Майкл Мэндо — Игнасио «Начо» Варга, умный и амбициозный член банды Туко и Гектора Саламанки.
- Майкл Маккин — Чарльз Линдберг «Чак» Макгилл, мл., старший брат Джимми, сооснователь юридической фирмы «Хэмлин, Хэмлин и Макгилл». Страдает психическим расстройством: считает, что у него электромагнитная чувствительность, из-за чего фактически не принимает участия в деятельности компании.
- Джанкарло Эспозито — Густаво «Гус» Фринг, крупный наркоторговец, который использует свою сеть ресторанов быстрого питания в качестве прикрытия. Персонаж также был задействован в «Во все тяжкие».
- Тони Далтон — Эдуардо «Лало» Саламанка, член семьи Саламанка, который приезжает, чтобы помочь в управлении наркобизнесом Гектора.

### Повторяющиеся роли

#### Появившиеся в 1-м сезоне
- Керри Кондон — Стейси Эрмантраут, овдовевшая невестка Майка и мать Кайли Эрмантраут.
- Фэйт Хили (1 сезон), Эбигейл Зои Льюис (2—4 сезоны) и Джульетта Доненфельд (5 сезон) — Кайли Эрмантраут, внучка Майка.
- Айлин Фогарти — миссис Нуин, владелица маникюрного салона, в задней комнате которого находится адвокатская контора Джимми (и его дом).
- Питер Дисет — Билл Оукли, заместитель окружного прокурора.
- Джо ДеРоса — доктор Кальдера, ветеринар, «черный работодатель» и связной с мелким криминалитетом в Альбукерке.
- Деннис Буцикарис — Рик Швейкарт, адвокат из Sandpiper Crossing.
- Марк Прокш — Дэниел «Прайс» Уормолд, наркодилер, который нанял Майка охранником.
- Брэндон К. Хэмптон — Эрнесто, помощник Чака, который работает на ХХМ.
- Джош Фадем — оператор или Джои Диксон, кино-студент, который помогает Джимми снимать различные проекты.
- Джулиан Бонфильо — звукорежиссёр, кино-студент, который помогает Джимми снимать различные проекты.
- Хэйли Холмс — актриса, кино-студентка, которая помогает Джимми снимать различные проекты.
- Джереми Шамос и Джули Энн Эмери — Крэйг и Бетси Кеттлман, окружной казначей и его жена, обвиняемые в растрате.
- Стивен Левин и Дэниел Спенсер Левин — Ларс и Кэл Линдхольмы, близнецы-скейтбордисты и мелкие мошенники.
- Мириам Колон — Абуэлита Саламанка, бабушка Туко и мать Гектора.
- Барри Шабака Хенли — детектив Сандерс, коп из Филадельфии, который раньше был партнёром Майка в полиции.
- Мел Родригес — Марко Пастернак, лучший друг Джимми и сообщник по преступлению в Сисеро, Иллинойс.
- Клеа Дюваль — доктор Крус, врач, которая лечит Чака и подозревает, что его состояние является психосоматическим.
- Джин Эффрон — Айрин Лэндри, пожилая клиентка Джимми Макгилла, перегруженная домом престарелых Sandpiper Crossing.

#### Появившиеся во 2-м сезоне
- Эд Бегли-мл. — Клиффорд Мэйн, юридический партнёр в «Davis & Main».
- Омар Маскати — Омар, помощник Джимми в «Davis & Main».
- Джесси Эннис — Эрин Брилл, адвокат в «Davis & Main», которой приказано наблюдать за Джимми.
- Хуан Карлос Канту — Мануэль Варга, отец Начо, который является владельцем и менеджером магазина мягкой мебели.
- Винсент Фуэнтес — Артуро, преступник, работающий на Гектора Саламанку (2—4 сезоны).
- Рекс Линн — Кевин Уочтелл, председатель правления Mesa Verde Bank and Trust и клиент «ХХМ» и Ким.
- Кара Пифко — Пэйдж Новик, старший юрисконсульт из Mesa Verde Bank and Trust и друг Ким.
- Энн Кьюсак — Ребекка Буа, бывшая жена Чака.
- Мануэль Уриса — Хименес Лекерда, водитель грузовика для Гектора Саламанки.

#### Появившиеся в 3-м сезоне
- Бонни Бартлетт — Хелен, подруга Айрин и член пострадавшего класса в иске к Sandpiper.
- Кимберли Хеберт Грегори — Кира Хэй, заместитель окружного прокурора.
- Тамара Тюни — Анита, член группы поддержки Майка и Стейси.

#### Появившиеся в 4-м сезоне
- Райнер Бок — Вернер Циглер, инженер, нанятый Гусом для планирования и наблюдения за строительством его метамфетаминовой «суперлаборатории».
- Дональд Харви (4, 5 сезоны) и Пэт Хили (6 сезон) — Джефф, таксист, узнавший Сола Гудмана.
- Бен Бела Бём — Кай, мятежный член команды Вернера Циглера по строительству метамфетаминовой «суперлаборатории» Гуса.
- Стефан Капичич — Каспер, член команды Вернера Циглера.
- Пурна Джаганнатан — доктор Морин Бракнер, нейрохирург «Джонса Хопкинса», которой Гус тайно платил за лечение Гектора.

#### Появившиеся в 6-м сезоне
- Сандрин Холт — Шерил Хэмлин, жена Говарда.
- Джон Поси — Рэнд Касимиро, судья в отставке, занимающийся делом Сэндпайпер.
- Джон Эннис — Ленни, работник торгового центра, которого Джимми нанимает, чтобы тот выдавал себя за Касимиро.
- Кэрол Бернетт — Мэрион, мать Джеффа, в доверие к которой входит Сол.

#### Персонажи из «Во все тяжкие»
- Рэймонд Крус — Туко Саламанка, наркоторговец, племянник Гектора (1, 2 сезоны).
- Цезарь Гарсиа — Ноу-Доз, подручный Туко (1 сезон).
- Хисус Пайан-мл. — Гонзо, подручный Туко (1 сезон).
- Т. С. Уорнер — медсестра (1 сезон).
- Кайл Борнхеймер — Кен, высокомерный, эгоцентричный биржевой брокер (2 сезон).
- Стоуни Уэстморленд — офицер Сэкстон, офицер отдела полиции Альбукерке (2 сезон).
- Джим Бивер — Лоусон, местный дилер оружия в Альбукерке (2 сезон).
- Максимино Арсиниега — Доминго «Крэйзи-8» Молина, один из дистрибьюторов Туко (2—5 сезоны).
- Марк Марголис — Гектор «Тио» Саламанка, дядя Туко и высокопоставленный член картеля (2—6 сезоны).
- Дебрианна Мансини — Фрэн, официантка (2, 4 сезоны).
- Дэниел и Луис Монкада — Леонель и Марко Саламанка, кузены Туко и племянники Гектора, которые являются киллерами в картеле (2, 4—6 сезоны).
- Дженнифер Хэсти — Стефани Досвелл, агент по недвижимости (2 сезон).
- Тина Паркер — Франческа Лидди, секретарь Джимми (3, 4, 6 сезоны).
- Джеремайя Битсуи — Виктор, прислужник Густаво (3—6 сезоны).
- Рэй Кэмпбелл — Тайрус Китт, прихвостень на зарплате Гуса Фринга (3—6 сезоны).
- Дж. Б. Блан — Барри Гудман, врач на зарплате Гуса Фринга (3—5 сезоны).
- Стивен Бауэр — дон Эладио Вуэнте, глава наркокартеля в Хуаресе (3, 5, 6 сезоны).
- Хавьер Грахеда — Хуан Болса, высокопоставленный член наркокартеля в Хуаресе (3—6 сезоны).
- Лавелл Кроуфорд — Хьюэлл Бабино, телохранитель Сола Гудмана, который выполняет различные его поручения (3—6 сезоны).
- Лора Фрейзер — Лидия Родарт-Куэйл, сподвижник Гуса Фринга (3—5 сезоны).
- Дэвид Костабайл — Гейл Боттикер, химик, консультирующий Гуса (4 сезон).
- Фрэнк Росс — Айра, грабитель, нанятый Джимми (4 сезон).
- Роберт Форстер — Эд Гэлбрейт, человек, предоставляющий преступникам новую жизнь по поддельным документам, прикрывающийся профессией продавца пылесосов (5 сезон).
- Дин Норрис — Хэнк Шрейдер, агент Управления по борьбе с наркотиками (5 сезон).
- Стивен Майкл Кесада — Стивен «Гоми» Гомес, напарник и друг Хэнка (5 сезон).
- Найджел Гиббс — Тим Робертс, детектив департамента полиции Альбукерке, коллега Хэнка (5, 6 сезоны).
- Джулия Минески — Венди, наркоманка, оказывающая сексуальные услуги, к которой Джимми обращается за помощью для совершения своего плана мести (6 сезон).
- Дэвид Ури — Вафля, наркоман, клиент Сола Гудмана (6 сезон).
- Аарон Пол — Джесси Пинкман (6 сезон).
- Брайан Крэнстон — Уолтер Уайт (6 сезон).
- Джон Кояма — Эмилио Кояма, уличный наркоторговец, знакомый Джесси и двоюродный брат Крэйзи-8 (6 сезон).
- Бетси Брандт — Мари Шрейдер, вдова Хэнка Шрейдера (6 сезон).

## Эпизоды
| Сезон | Серии | Серии | Даты показа     | Даты показа     |
| Сезон | Серии | Серии | Первая серия    | Последняя серия |
| ----- | ----- | ----- | --------------- | --------------- |
| 1     | 10    | 10    | 8 февраля 2015  | 6 апреля 2015   |
| 2     | 10    | 10    | 15 февраля 2016 | 18 апреля 2016  |
| 3     | 10    | 10    | 10 апреля 2017  | 19 июня 2017    |
| 4     | 10    | 10    | 6 августа 2018  | 8 октября 2018  |
| 5     | 10    | 10    | 23 февраля 2020 | 20 апреля 2020  |
| 6     | 13    | 7     | 18 апреля 2022  | 23 мая 2022     |
| 6     | 13    | 6     | 11 июля 2022    | 15 августа 2022 |

## Talking Saul
«Talking Saul» — афтер-шоу Криса Хардвика, в котором гости обсуждают эпизоды «Лучше звоните Солу». Шоу использует тот же формат, что и «Talking Dead», «Talking Bad» и другие подобные афтер-шоу Хардвика. AMC объявило, что «Talking Saul» выйдет в эфир после премьеры второго сезона «Лучше звоните Солу» 15 февраля 2016 года, и снова после финала второго сезона 18 апреля 2016 года. Оно вернулось после премьеры и финала третьего сезона.

### Сезон 1 (2016)
В этих эпизодах обсуждается второй сезон «Лучше звоните Солу».
| № общий | № в сезоне | Обсуждаемый эпизод | Гости                                                | Дата премьеры   | Зрители в США (млн) |
| ------- | ---------- | ------------------ | ---------------------------------------------------- | --------------- | ------------------- |
| 1       | 1          | «Выключатель»      | Винс Гиллиган, Питер Гулд, Боб Оденкерк и Рэй Сихорн | 15 февраля 2016 | 0,744               |
| 2       | 2          | «Клик»             | Джонатан Бэнкс, Винс Гиллиган и Питер Гулд           | 18 апреля 2016  | 0,641               |

### Сезон 2 (2017)
В этих эпизодах обсуждается третий сезон «Лучше звоните Солу».
| № общий | № в сезоне | Обсуждаемый эпизод | Гости                                                             | Дата премьеры  | Зрители в США (млн) |
| ------- | ---------- | ------------------ | ----------------------------------------------------------------- | -------------- | ------------------- |
| 3       | 1          | «Мейбл»            | Винс Гиллиган, Питер Гулд, Джонатан Бэнкс и Рэй Сихорн            | 10 апреля 2017 | 0,545               |
| 4       | 2          | «Фонарь»           | Питер Гулд, Патрик Фабиан и Майкл Мэндо; Майкл Маккин по спутнику | 19 июня 2017   | 0,589               |

## Рейтинги
Первая серия «Лучше звоните Солу» собрала у экранов аудиторию в 6,9 миллионов человек, что является лучшим результатом для пилотного эпизода телепроекта на американском телевидении. Среди тех, кто посмотрел сериал, 4,4 млн — зрители в возрасте от 18 до 49 лет, то есть целевая аудитория проекта.

## Отзывы
В своей рецензии на два первых эпизода Хэнк Стувер из The Washington Post отметил, что сериал выдержан в стиле «Во все тяжкие» и в первые два часа вызывает больше вопросов, чем затем сможет ответить.
По мнению Стивена Марша (Esquire), первые эпизоды «Лучше звоните Солу» лучше сериала «Во все тяжкие».
Обозреватель «Независимой газеты» Алексей Филиппов охарактеризовал «Лучше звоните Солу» как сериал, выглядящий «прилежным и ловко снятым, но в плане истории не столько многообещающим, как хотелось бы».
Обозреватель издания «Газета.Ru» Егор Москвитин отмечает, что Сол Гудман — «образцовый трикстер, плут, ловкач и мерзавец, но в процессе просмотра сериала ему всё равно сочувствуешь».

## Награды и номинации
| Год  | Награда                                                          | Категория                                                     | Номинант                  | Результат |
| ---- | ---------------------------------------------------------------- | ------------------------------------------------------------- | ------------------------- | --------- |
| 2015 | 5-я церемония вручения премии «Выбор телевизионных критиков»     | Лучшая мужская роль в драматическом телесериале               | Боб Оденкерк              | Победа    |
| 2015 | 5-я церемония вручения премии «Выбор телевизионных критиков»     | Лучшая мужская роль второго плана в драматическом телесериале | Джонатан Бэнкс            | Победа    |
| 2015 | 31-я церемония вручения премии Телевизионной Ассоциации Критиков | Лучшая новая программа                                        | Лучше звоните Солу        | Победа    |
| 2015 | 31-я церемония вручения премии Телевизионной Ассоциации Критиков | Личные достижения в драматическом телесериале                 | Боб Оденкерк              | Номинация |
| 2015 | 67-я церемония вручения Прайм-тайм премии «Эмми»                 | Лучший драматический сериал                                   | Лучше звоните Солу        | Номинация |
| 2015 | 67-я церемония вручения Прайм-тайм премии «Эмми»                 | Лучшая мужская роль в драматическом телесериале               | Боб Оденкерк              | Номинация |
| 2015 | 67-я церемония вручения Прайм-тайм премии «Эмми»                 | Лучшая мужская роль второго плана в драматическом телесериале | Джонатан Бэнкс            | Номинация |
| 2015 | 67-я церемония вручения Прайм-тайм премии «Эмми»                 | Лучший сценарий в драматическом телесериале                   | Гордон Смит («Пять-ноль») | Номинация |
| 2016 | 5-я церемония вручения премии «Выбор телевизионных критиков»     | Лучшая мужская роль в драматическом телесериале               | Боб Оденкерк              | Победа    |
| 2016 | 5-я церемония вручения премии «Выбор телевизионных критиков»     | Лучшая мужская роль второго плана в драматическом телесериале | Джонатан Бэнкс            | Победа    |
| 2016 | 32-я церемония вручения премии Телевизионной Ассоциации Критиков | Выдающиеся достижения в области драмы                         | Лучше звоните Солу        | Номинация |
| 2016 | 32-я церемония вручения премии Телевизионной Ассоциации Критиков | Личные достижения в драматическом телесериале                 | Боб Оденкерк              | Номинация |
| 2016 | 68-я церемония вручения Прайм-тайм премии «Эмми»                 | Лучшая мужская роль в драматическом телесериале               | Боб Оденкерк              | Номинация |
| 2016 | 68-я церемония вручения Прайм-тайм премии «Эмми»                 | Лучшая мужская роль второго плана в драматическом телесериале | Джонатан Бэнкс            | Номинация |
| 2016 | 68-я церемония вручения Прайм-тайм премии «Эмми»                 | Лучший сценарий в драматическом телесериале                   | Гордон Смит («Пять-ноль») | Номинация |
| 2016 | Премия Американского института киноискусства (2016)              | Лучшая телепередача года                                      | Лучше звоните Солу        | Победа    |
| 2017 | Спутник                                                          | Лучшая женская роль второго плана в драматическом телесериале | Рэй Сихорн                | Победа    |

По итогам Эмми-2023 сериал поставил антирекорд премии — 53 номинации в различных категориях за 6 сезонов и ни одной победы.